# J. Milton Yinger
John Milton Yinger (6. července 1916 Quincy, Michigan – 28. července 2011 Oberlin, Ohio) byl americký sociolog, představitel sociologie náboženství. V roce 1943 získal doktorát na University of Wisconsin v Madisonu. Poté se dále věnoval sociologii a antropologii. Mezi lety 1947 a 1987 působil jako profesor na Oberlin College.
Funkcionální definice náboženství
Všude tam, kde nalézá uvědomění a zájem o přetrvávající, neustále se navracející a věčné problémy
lidské existence - samostatnou situací člověka vyznačující se specifickými problémy;
všude tam, kde člověk nalézá rituály a sdílené představy vztahující se k tomu uvědomění,
které určují strategii konečného vítězství; a všude tam, kde existují skupiny utvořené za
účelem prohloubení tohoto uvědomění a výuky a zachování těchto rituálů a představ
- tam existuje náboženství.